# سالبادور ريوس
سالبادور ريوس (بالإسبانية: Salvador Rios)‏ هو دراج مكسيكي، ولد في 28 يناير 1963.

## وصلات خارجية
- سالبادور ريوس على موقع إحصائيات الدراجات الإحترافية (الإنجليزية)
- سالبادور ريوس على موقع أوليمبيديا (الإنجليزية)